# Tomislav Gudelj
Tomislav Gudelj (Zagreb, 1 mei 1998) is een Kroatisch voetballer die doorgaans speelt als aanvaller. Hij komt uit voor Vitesse.

## Clubcarrière

### NK Croatia Zmijavci
Gudelj maakte zijn debuut in het seniorenvoetbal voor NK Croatia Zmijavci, dat op dat moment uitkwam op het derde niveau van Kroatië. Echter wist de club het te schoppen tot de laatste 32 van het Kroatische bekertoernooi. In de eerste ronde van de beker werd er gewonnen 7-1 gewonnen van NK FEŠK Feričanci, mede dankzij twee goals van Gudelj. In de ronde erna werd er 1-0 verloren van NK Slaven Belupo. Gudelj promoveerde met Croatia; sinds 2019 komt de club uit op het tweede niveau van Kroatië.

### NK Rudeš
In de winter van 2022 maakte Gudelj de overstap naar Rudeš, die ook op het tweede niveau uitkwamen. Hij scoorde 17 keer in 35 wedstrijden. Mede dankzij zijn doelpunten promoveerde Rudeš na het seizoen 2022/23 naar het hoogste niveau in Kroatië, de Hrvatska Nogometna Liga. Ondaks zijn statistieken kwam Gudelj niet meer in actie, en ging in de zomer van 2023 weer terug naar zijn oude club Croatia Zmijavci. Rudeš degradeerde aan het einde van het seizoen weer terug naar het tweede niveau.

### NK Croatia Zmijavci
Gudelj speelde na zijn terugkeer bij Croatia nog 13 wedstrijden voor de club, waarin hij 8 keer wist te scoren.

### NK Varaždin
Na een half seizoen bij Croatia, stapte Gudelj over naar NK Varaždin, waar hij zijn eerste wedstrijden kon spelen op het hoogste niveau van Kroatië. Gudelj mocht 9 wedstrijden spelen voor de club, vaak niet langer dan een helft. Hij wist in deze wedstrijden niet te scoren. Gudelj was slechts goed voor één assist, op 30 maart 2024, tegen HNK Gorica (2-4).

### Vitesse
Door de problemen bij Vitesse na het seizoen 2023/24, en de daaropvolgende degradatie, trok de club veel transfervrije spelers aan. Onder deze spelers bevond zich ook Gudelj, die één dag voor de eerste wedstrijd van het seizoen werd gepresenteerd. In die eerste wedstrijd, op 9 augustus 2024 tegen Telstar, maakte Gudelj zijn debuut voor Vitesse. Hij viel in de 59e minuut in voor Miliano Jonathans, en scoorde 14 minuten later meteen zijn eerste doelpunt op aangeven van Gyan de Regt. De wedstrijd werd verloren met 3-2.

## Statistieken
| Seizoen | Club                | Competitie     | Competitie | Competitie | Beker | Beker | Overig | Overig | Totaal | Totaal |
| Seizoen | Club                | Competitie     | Wed.       | Dlp.       | Wed.  | Dlp.  | Dlp.   | Dlp.   | Wed.   | Dlp.   |
| ------- | ------------------- | -------------- | ---------- | ---------- | ----- | ----- | ------ | ------ | ------ | ------ |
| 2017/18 | NK Croatia Zmijavci | Treća NL       | ?          | ?          | 2     | 2     | 0      | 0      | 2      | 2      |
| 2018/19 | NK Croatia Zmijavci | Treća NL       | ?          | ?          | 0     | 0     | 0      | 0      | 0      | 0      |
| 2019/20 | NK Croatia Zmijavci | Prva liga      | 17         | 4          | 0     | 0     | 0      | 0      | 17     | 4      |
| 2020/21 | NK Croatia Zmijavci | Prva liga      | 21         | 9          | 2     | 3     | 0      | 0      | 23     | 12     |
| 2021/22 | NK Croatia Zmijavci | Prva liga      | 15         | 3          | 0     | 0     | 0      | 0      | 15     | 3      |
| 2021/22 | NK Rudeš            | Prva liga      | 9          | 5          | 0     | 0     | 0      | 0      | 9      | 5      |
| 2022/23 | NK Rudeš            | Prva liga      | 23         | 11         | 3     | 1     | 0      | 0      | 26     | 12     |
| 2023/24 | NK Croatia Zmijavci | Prva liga      | 12         | 8          | 1     | 0     | 0      | 0      | 13     | 8      |
| 2023/24 | NK Varaždin         | HNL            | 9          | 0          | 0     | 0     | 0      | 0      | 9      | 0      |
| 2024/25 | Vitesse             | Eerste divisie | 21         | 2          | 1     | 0     | 0      | 0      | 22     | 2      |
| Totaal  |                     |                | 126        | 42         | 9     | 6     | 0      | 0      | 135    | 48     |

Bijgewerkt op 18 juni 2025.